# YELLOW (稲葉浩志の曲)
「YELLOW」（イエロー）は、日本の音楽ユニット・B'zのボーカリスト・稲葉浩志の楽曲。2016年8月24日にVERMILLION RECORDSより配信限定シングルとして発売された。

## 概要
前作『羽』から約7か月ぶりのシングル。配信限定リリースでは『Saturday』以来約2年ぶりとなる。

## 収録曲
1. YELLOW (4:00)
  - 爽快かつ疾走感のあるロックナンバー。コーセー「スポーツ ビューティ」CMソングとして書き下ろされた[1]。
  - 配信と同時にショートムービーも公開されており、過去のソロライブ映像を加工した内容になっている。
  - music.jp[3]や歌ネット[4]では歌詞が公開されている。
  - ライブでは2023年に行われた『Koshi Inaba LIVE 2023 〜en3.5〜』で演奏された[5][6][7]。
  - 2024年に発売された6thアルバム『只者』には未収録となった。

## タイアップ
- コーセー「スポーツ ビューティ」CMソング

## 参加ミュージシャン
- 稲葉浩志：ボーカル・作詞・作曲・編曲
- Duran：ギター[8][9]
- 徳永暁人：ベース[9]
- シェーン・ガラース：ドラム[9]